# Altungarische Schrift

Eine Variante der altungarischen Schrift; der Lautwert ist in heutiger ungarischer Orthografie wiedergegeben.

Die altungarische Schrift (ungarisch rovásírás, rovás = Kerbe, Rune, irás = Schrift), gelegentlich wegen ihres Aussehens auch als ungarische Runen bezeichnet, wurde im Frühmittelalter vor Einführung des lateinischen Alphabets zur Verschriftung des Ungarischen verwendet. Sie verläuft von rechts nach links.
Die altungarische Schrift ist möglicherweise mit den Orchon-Runen (alttürkische Schrift) verwandt, die ihre Wurzeln wie die meisten europäischen und westasiatischen Alphabete in der phönizischen Schrift haben. Es besteht keine Verwandtschaft zu den germanischen Runen.
Im frühen 21. Jahrhundert wird die Schrift wieder öfter verwendet. So gibt es in Ungarn mehrere Städte und Ortschaften, die neben der Ortstafel in lateinischer Schrift auch den Ortsnamen in altungarischer Schrift ausgeschrieben haben. Im modernen Gebrauch wird im Gegensatz zum historischen Gebrauch zwischen Groß- und Kleinbuchstaben unterschieden (mit ähnlichen Anwendungsregeln wie in der Lateinschreibung der ungarischen Sprache), die sich jedoch nur in der Größe, nicht in der Form unterscheiden.

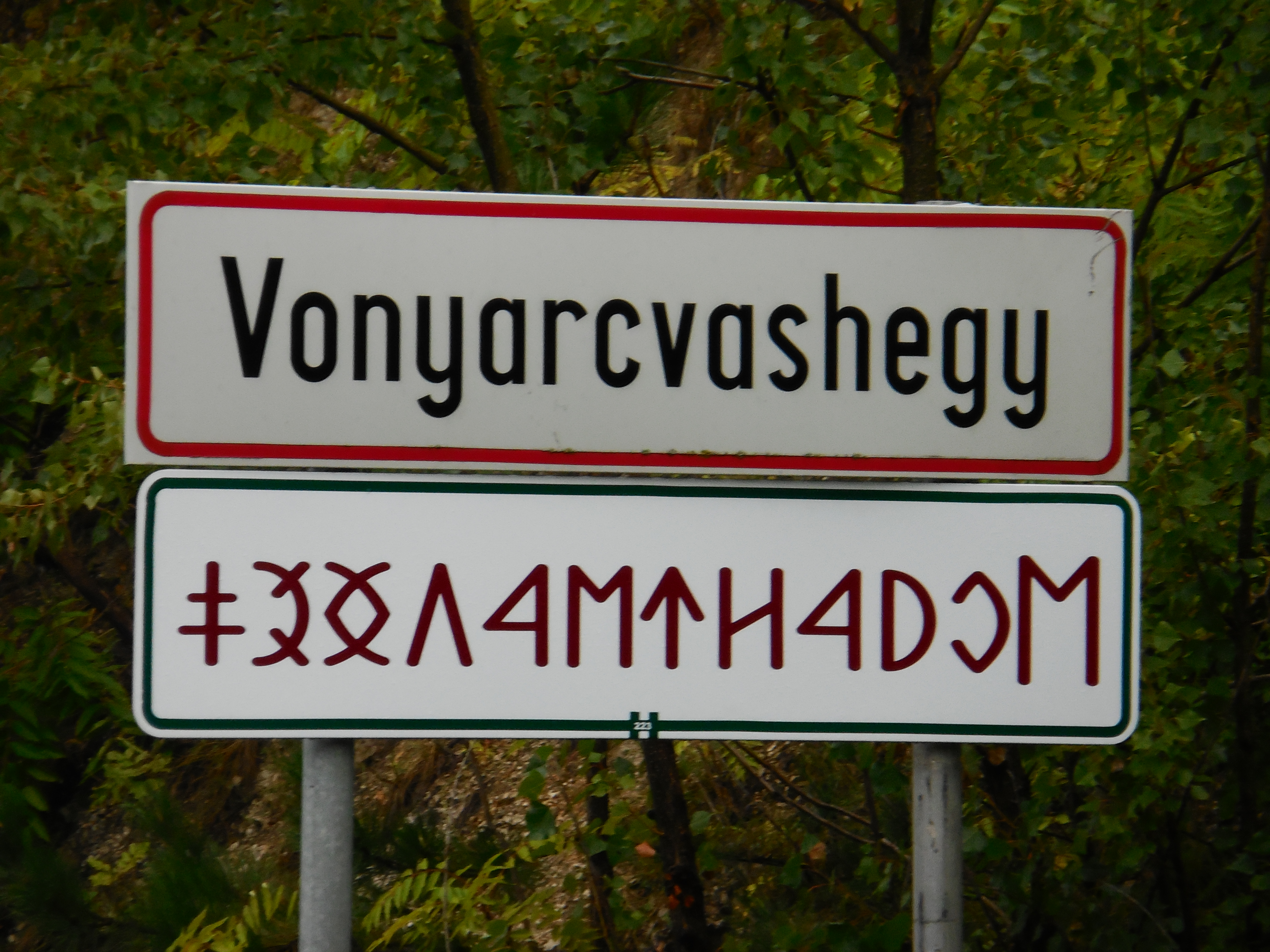
Ortstafel von Vonyarcvashegy in lateinischer und altungarischer Schrift

## Beispiel

Beispiel aus Csíkszentmárton (1501)

Beispiel aus Csíkszentmárton (1501), wobei Ligaturen im Originaltext hier unterstrichen dargestellt sind. In lateinischer Umschrift lautet der Text (jedem Großbuchstaben entspricht ein Buchstabe des Originaltextes):

„ÚRNaK SZÜLeTéSéTÜL FOGVÁN ÍRNaK eZeRÖTSZÁZeGY eSZTeNDŐBE MÁTYáS JÁNOS eSTYTáN KOVÁCS CSINÁLTáK MÁTYáSMeSTeR GeRGeLYMeSTeRCSINÁLTÁK G IJ A aS I LY LY LT A“
Übersetzt ins moderne Ungarisch:

„Az Úr születése utáni 1501(-ik) évet írják. Mátyás, János, István kovácsok csinálták. Mátyás mester (és) Gergely mester csinálták ...“
Deutsche Übersetzung:

„Man schreibt das Jahr 1501 nach der Geburt unseres Herrn. Die Schmiede Matthias, Johannes (und) Stefan erzeugten (dies). Meister Matthias (und) Meister Gregor erzeugten ...“ Die Bedeutung der letzten Buchstaben ist unklar.

## Unicode
Die Schrift ist in Unicode seit Version 8.0 (Juni 2015) im Block Altungarisch enthalten. Die in Unicode verwendete Bezeichnung Old Hungarian war umstritten; einer der Gründe dafür war, dass diese Bezeichnung auch für eine spezifische historische Stufe der ungarischen Sprache verwendet wird, während die Schrift für alle Sprachstufen verwendet werden kann. Der Streit darüber hatte die Aufnahme in Unicode um einige Jahre verzögert.